# Anatoli Michailowitsch Sagalewitsch

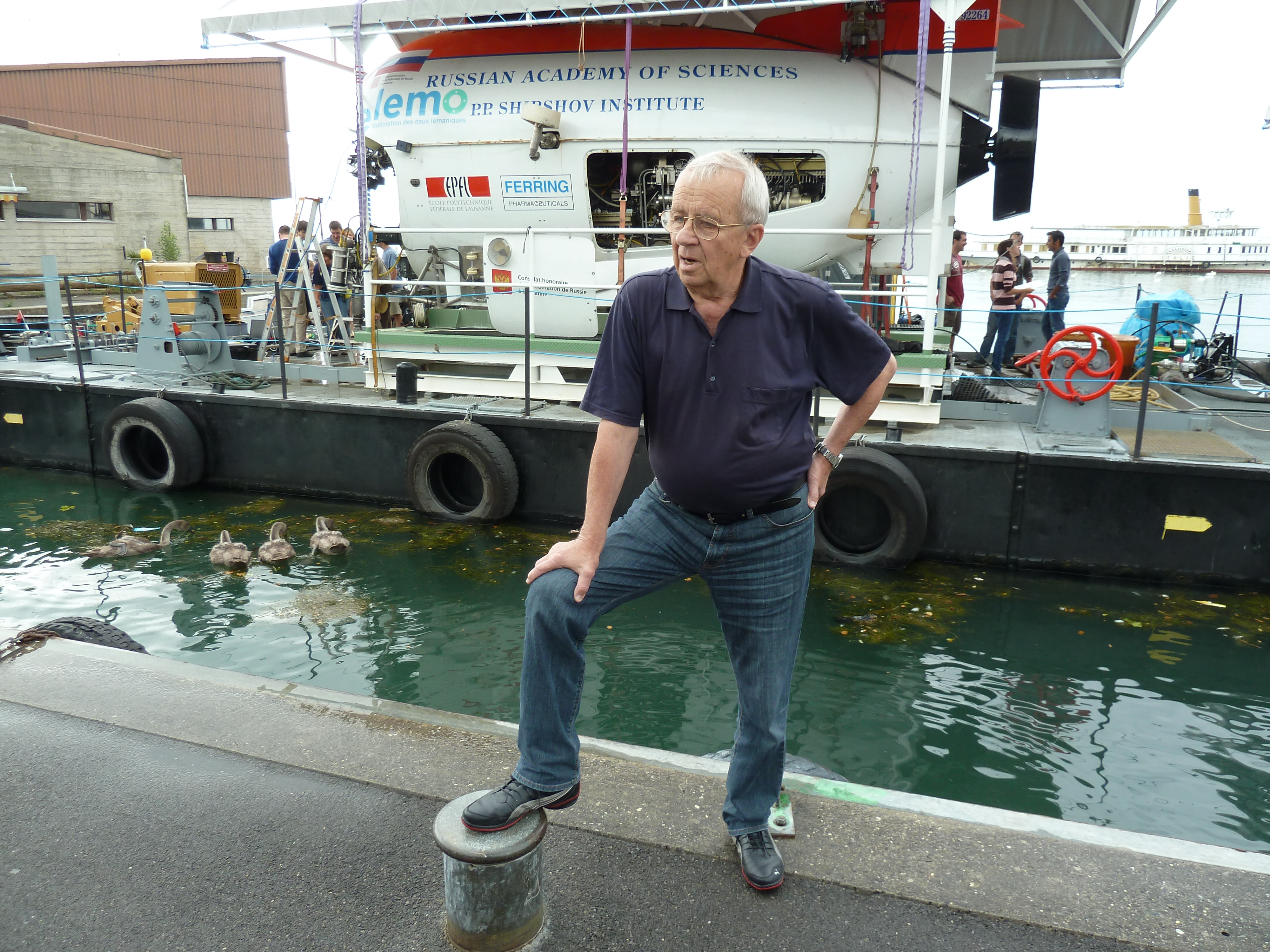
Anatoli Michailowitsch Sagalewitsch (2011)

Anatoli Michailowitsch Sagalewitsch (russisch Анатолий Михайлович Сагалевич; * 5. September 1938 in Tschernihiw, Ukrainische SSR) ist ein russischer U-Boot-Konstrukteur und Meeresforscher.

## Leben und Karriere
Sagalewitsch arbeitet seit 1965 am Institut für Ozeanologie des Sowjetischen bzw. Russischen Akademie der Wissenschaften und ist seit 1979 Direktor des dortigen U-Boot-Programms. Seit 1985 trägt er den Titel des Doktors der Wissenschaften (russische Habilitation). Er half bei der Konstruktion der U-Boote Pisces VIII und Pisces IX und den beiden Mir-U-Booten. Als Chefpilot der Mir machte er über 300 Tauchgänge und leitete 28 Expeditionen, darunter zu den Wracks der Titanic, Bismarck, K-278 Komsomolez und Kursk. 1990 leitete er eine Expedition auf den Grund des Baikalsees. In James Camerons Filmen Titanic und Die Geister der Titanic war er als Mir-Pilot zu sehen. 2007 war er Mir-Pilot der Expedition Arktika 2007 bei der am geografischen Nordpol eine russische Flagge auf den Meeresboden gesetzt wurde. 2008 wurde er zum Held der Russischen Föderation ernannt.